# Ewangeliczny Wolny Kościół Ameryki
Ewangeliczny Wolny Kościół Ameryki (ang. Evangelical Free Church of America, EFCA) – pietystyczna denominacja chrześcijańska będąca częścią ewangelikalnego protestantyzmu. 
EFCA powstał w 1950 w Stanach Zjednoczonych, w wyniku połączenia dwóch podobnych denominacji: Szwedzkiego Wolnego Kościoła Ewangelicznego i Norwesko-Duńskiego Stowarzyszenia Wolnych Kościołów Ewangelicznych. Obie wspólnoty w momencie połączenia posiadały 275 lokalnych zborów.  
W 2014 roku zanotowano ponad 371 tys. wiernych w 1500 zborach. 1314 zborów znajduje się w USA, ponadto EFCA wysyła blisko 550 misjonarzy do ponad 80 państw. 
EFCA jest członkiem Międzynarodowej Federacji Wolnych Kościołów Ewangelicznych.